# Figueira dos Cavaleiros
Figueira dos Cavaleiros é uma povoação portuguesa sede da Freguesia de Figueira dos Cavaleiros do Município de Ferreira do Alentejo, freguesia com 154,2 km² de área e 1185 habitantes (censo de 2021), tendo, por isso, uma densidade populacional de 7,7 hab./km².

## Descrição
Situada a 9 km da sede do município, Figueira dos Cavaleiros encontra-se na margem esquerda da ribeira de Figueira, afluente do rio Sado. A freguesia é constituída pelos lugares de Figueira de Cavaleiros e Santa Margarida do Sado.

## História
Inicialmente na posse da Ordem de Santiago, que desenvolveu e cultivou terras até então pouco mais do que desertas, este concelho passou posteriormente para os duques de Aveiro e, depois da conspiração destes contra o rei, para a coroa. Dizem alguns autores que aqui esteve erigido um castelo, fundado por Gualdim Pais da Ordem dos Templários. 
A Figueira dos Cavaleiros foi descrita no segundo volume da Corografia Portuguesa, de 1708, como sendo uma aldeia da comarca de Ferreira do Alentejo, com uma população de 80 vizinhos. Nessa altura, chamava-se simplesmente de Cavalleiros, tendo recebido este nome devido a vinte homens que ali habitaram, que devido à sua como cavaleiros eram muitas vezes chamados para fazerem corridas durante as feiras. A Ordem de Santiago da Espada construiu uma igreja paroquial na Figueira dos Cavaleiros, consagrada a São Sebastião.

## Cultura
As festas da Figueira dos Cavaleiros são normalmente organizadas na segunda semana de Agosto, enquanto que no terceiro fim de semana daquele mês tem lugar a Feira do Melão.

## Demografia
A população registada nos censos foi:
Nota: Nos censos de 1911, 1920 e 1930 incluía a freguesia de Santa Margarida de Sadão. Pelo decreto-lei nº 27.424, de 31/12/1936, a referida freguesia foi extinta e os lugares que a constituiam foram incorporados nesta freguesia.
| Ano  | 0-14 Anos | 15-24 Anos | 25-64 Anos | > 65 Anos |
| 2001 | 190       | 229        | 752        | 342       |
| 2011 | 155       | 114        | 698        | 379       |
| 2021 | 124       | 105        | 581        | 375       |

## Património
- Igreja Paroquial de Santa Margarida do Sado
- Igreja Paroquial de São Sebastião
- Poço Velho